# Jesuitenkolleg Worms
Das Jesuitenkolleg Worms bestand unter unterschiedlichen Bezeichnungen von 1608 bis 1773 und mit einer Unterbrechung nach der großen Stadtzerstörung von Worms 1689 bis 1703.

## Geografische Lage
Das Jesuitenkolleg befand sich im Laufe der Zeit in verschiedenen Gebäuden, an zwei Standorten in Worms, die alle im südwestlichen Quartier der historischen Innenstadt von Worms lagen. Zunächst erhielten die Jesuiten 1609 das Haus „Zum roten Kolben“ zugewiesen, das im Bereich der heutigen Eckgrundstücke Seminariumsgasse / Luginsland (Straße) lag (die Seminariumsgasse verlief damals weiter südlich). Später kamen noch benachbarte Liegenschaften hinzu. Ab 1635 nutzten sie den ehemaligen Wirtschaftshof des Klosters Otterberg, heute Dechaneigasse 1 (Jugendherberge), 1652 kehrten sie in die ursprüngliche Anlage zurück.

## Bezeichnungen
Die Bezeichnung des Jesuitenkollegs wechselte mehrfach. Bei seiner Gründung war es eine „Residenz“, ab 1629 „Kolleg“. Nach der Stadtzerstörung von 1689 kam es 1703 zur Neugründung als „Residenz“, war ab 1717 wieder „Kolleg“, zwischen 1736 und 1744 erneut „Residenz“, dann wieder „Kolleg“. Im 18. Jahrhundert findet sich auch die Bezeichnung „Jesuiten-Kloster“.

## Geschichte

### Vorgeschichte
Im Zuge der Reformation waren Worms und sein Umland – und damit das Bistum Worms – überwiegend lutherisch geworden.
Der erste Jesuit in Worms war Peter Faber, der im Auftrag des Papstes am Wormser Religionsgespräch von 1541 teilnehmen wollte, was ihm aber verwehrt wurde. Er versuchte, in der Stadt im Sinne der römisch-katholischen Konfession zu missionieren, was aber sowohl wegen des politischen Widerstands in der Stadt als auch an seiner Unkenntnis des Deutschen scheiterte.

### Gründung
Im Zuge der Gegenreformation bemühte sich der Bischof von Worms, Wilhelm von Efferen, auch um Hilfe durch die Jesuiten-Niederlassung in Speyer. Von dort kamen ab 1605 besuchsweise Jesuiten nach Worms, ab Mai 1606 waren zwei Patres dauerhaft in Worms anwesend und boten ab 1607 Katechese-Unterricht an. 1608 übertrug der Bischof ihnen die Predigt im Dom. Das Domkapitel stattete sie dafür 1609 mit einem Einkommen von 56 Gulden jährlich und der Kurie des Dompredigers, dem Haus „Zum roten Kolben“, aus. Seit Ende 1611 versuchte der Bischof das Domkapitel zu überreden, die Jesuiten materiell soweit auszustatten, dass sie ein Kolleg gründen und die Domschule übernehmen könnten. Das Domkapitel wollte oder konnte aber nicht so recht, zum einen wegen der politischen Widerstände in Worms, zum anderen wegen der miserablen wirtschaftlichen Lage des Bistums. Trotz dieser Widerstände war die Arbeit der Jesuiten aber sehr erfolgreich.

### Widerstand
Die lutherische, städtische Obrigkeit sah diese Entwicklung höchst ungern und suchte, sie zu verhindern. Den Jesuiten gelang es jedoch, einen Schutzbrief von Kaiser Rudolf II. zu erlangen, der ihnen die gleichen Rechte wie der alteingesessenen römisch-katholischen Geistlichkeit gewährte. Das erkannte die Stadt aber nicht an und verweigerte ihnen die steuerlichen und wirtschaftlichen Privilegien, die zwischen dem ortsansässigen Klerus und der Stadt am Anfang des 16. Jahrhunderts vereinbart worden waren. Die Stadt erbat sich darüber hinaus 1610/11 die Unterstützung der Protestantischen Union in der Angelegenheit. Darauf forderte Kurfürst Friedrich IV. von der Pfalz den Bischof auf, die Jesuiten aus Worms auszuweisen. In diesem Zusammenhang bezeichnete er die Jesuiten als „des babstes zu Rom aidverpflichtete Janitscharen“. Nachdem der Kurfürst kurz darauf verstarb, wiederholte die Union 1611 die Forderung, wurde aber von Herzog Maximilian I. von Bayern und den geistlichen Kurfürsten in der Frage in Schach gehalten, so dass die Angelegenheit im Sand verlief. Die Stadt aber verweigerte den Jesuiten weiterhin – zumindest teilweise – die steuerlichen und wirtschaftlichen Privilegien.

### Schwierige Anfangszeit
So dauerte es bis 1613, bevor das Kolleg eingerichtet werden konnte. Offiziell gegründet wurde es am 22. April 1613, bestätigt wurde die Gründung durch Ordensgeneral Claudio Acquaviva am 24. Mai 1613.
Schon nach wenigen Jahren aber begann 1618 der Dreißigjährige Krieg. Das bedeutete für die Jesuiten in Worms zunächst eine drastische Einschränkung in den Möglichkeiten, sich zu betätigen. Als dann 1623 die spanisch-katholische Seite die Oberhand gewann, änderte sich das. Aber die neue Obrigkeit bürdete ihnen nun Aufgaben in bisher evangelischen Ortschaften zusätzlich auf, ohne sie entsprechend auszustatten. Der Versuch der Jesuiten, sich die lutherische Magnuskirche als Ordenskirche anzueignen, scheiterte. Die Versuche an anderer Stelle, ehemaligen, nun protestantischen Klosterbesitz zu erhalten endete sogar damit, dass die Jesuiten den Otterberger Hof räumen mussten, weil die spanisch-katholische Obrigkeit diesen dem Franziskanerorden zusprach.
Ende 1631 besetzten die lutherischen Schweden Worms, das Kolleg wurde geplündert und die Wirkungsmöglichkeiten der Jesuiten drastisch eingeschränkt. Mit der Rückkehr der kaiserlichen Truppen 1635 änderte sich das wieder und dem Kolleg gelang es, sich wieder in den Besitz des Otterberger Hofes zu setzen, wo auch der Schulbetrieb wieder aufgenommen wurde, spätestens ab Herbst 1642 wieder mit vier Klassen. Allerdings waren die Schülerzahlen gering, 1646 waren es 12 Schüler. Die wenigen Mitglieder des Konvents mussten wegen des allgemeinen Mangels an Priestern zudem zahlreiche Pfarrkirchen in der Stadt und in deren Umland mitversorgen und die wirtschaftliche Lage war schlecht. Als 1652 der Otterberger Hof wieder an die Geistliche Güteradministration der Kurpfalz zurückfiel, mussten die Jesuiten ihn erneut räumen und zogen wieder in das Haus „Zum roten Kolben“ an der Seminariumsgasse. Die Schule zog in ein dem Kolleg gegenüber liegendes Haus an der Straße „Luginsland“. 60 Schüler besuchten sie 1660.

### Ausbau und Ende 1689
Der städtische Rat versuchte weiter, die Jesuiten den städtischen Steuern und Zöllen zu unterwerfen, wozu er auch ein Einfuhrverbot und Handelsverbot hinsichtlich von Feldfrüchten und Produkten aus den landwirtschaftlichen Gütern der Jesuiten verhängte, was diese in ernsthafte wirtschaftliche Schwierigkeiten brachte. Um überhaupt wieder etwas Handlungsfreiheit zu erhalten, unterwarfen sie sich 1670 den städtischen Wünschen und durften so wenigstens Produkte für den Eigenbedarf abgabenfrei in die Stadt einführen.
In den 1670er Jahren stieg das wirtschaftliche Potential wieder so weit an, dass 1675 / 1676 ein neues Kolleggebäude mit eigener Hauskapelle gebaut werden konnte.
Der Aufbau sollte nicht lange Bestand haben: 1689 wurde Worms im Pfälzischen Erbfolgekrieg durch Truppen König Ludwig XIV. zerstört. Die Bevölkerung, auch die Jesuiten, mussten die Stadt verlassen und es dauerte etwa zehn Jahre, bevor das städtische Leben wieder in Gang kam. Zumindest einen Teil dieser Zeit wichen sie nach Dirmstein aus.

### Wiederaufbau ab 1703
Ab 1700 wurde von Dirmstein aus der Wiederaufbau in Worms geplant. Im April 1703 zogen wieder drei Jesuiten nach Worms, bildeten eine Residenz und begannen den Wiederaufbau. Bereits 1705 stand das neue Gebäude und die Zahl der Mitglieder der Residenz hatte sich auf fünf erhöht. Anschließend begann der Wiederaufbau des gegenüber liegenden Schulgebäudes, dessen Dachwerk 1707 vollendet wurde. All das geschah überwiegend aus Spendengeldern, das Domkapitel – selbst mit zahlreichen Wiederaufbauten und Reparaturen beschäftigt – beteiligte sich erst spät und hielt zudem Gelder zurück, die den Jesuiten zustanden. Auch das Verhältnis zur Stadt blieb gespannt. 1717 lebten wieder neun Jesuiten in Worms. In der Folge wurde die Residenz zum Kolleg aufgewertet.
In der Folge verwickelte sich das Kolleg in einen lange andauernden Rechtsstreit um ein dem Kolleg vermachtes Erbe des Hugo Lerch von Dirmstein. Die Jesuiten verloren den Prozess und waren anschließend stark verschuldet. Auch misslang ihr erneuter Versuch, sich in den Besitz der Ruine der lutherischen Magnuskirche zu setzen, um sie zur Jesuitenkirche auszubauen. Diese Rückschläge hatten zur Folge, dass nur noch sechs Jesuiten in Worms anwesend waren und die Niederlassung hatte von 1736 bis 1744 erneut nur den Status einer Residenz.

### Ende
Am 21. Juli 1773 hob Papst Clemens XIV. mit dem Breve Dominus ac Redemptor den Jesuiten-Orden aufgrund politischen Drucks aus Portugal, Spanien und Frankreich auf. Zu diesem Zeitpunkt war Emmerich Joseph von Breidbach zu Bürresheim Erzbischof von Mainz und zugleich Fürstbischof von Worms. Er schickte eine Kommission unter Leitung von Weihbischof Franz Xaver Anton von Scheben in das Kolleg, die am Morgen des 3. September 1773 im Refektorium den 13 Mitgliedern des Kollegs dessen Auflösung mitteilte und den Besitz des aufgelösten Kollegs für den Bischof sicherte. Die bisherigen Mitglieder erhielten entweder andere geistliche Aufgaben im Bistum, drei ältere Mitglieder eine Pension und wurden im Dominikanerkloster in Worms untergebracht und zwei traten als Lehrer in das Schulseminar ein, das die Schule der Jesuiten weiter betrieb.

## Organisation

### Leitung und bekannte Mitglieder
In der Zeit, als die Jesuiten-Niederlassung „Residenz“ war, stand ihr ein Superior vor, in der Zeit als Kolleg ein Rektor.
Ein überregional bekannter Rektor war Philipp Kisel (1609–1681), der als einer der bekanntesten römisch-katholischen Prediger in Deutschland galt. Seine Predigten erschienen im Druck in mehreren Bänden. Auch Friedrich Spee von Langenfeld (1591–1635) gehörte 1615 bis 1619 dem Kolleg an und wirkte als Lehrer für die Inferiora.

### Wirtschaftliche Grundlagen
Bei Gründung des Kollegs verpflichteten sich Bischof und Domkapitel den Jesuiten jährlich 1500 Gulden zukommen zu lassen. Hinzu kamen die Zinsen eines Stiftungskapitals in Höhe von 5000 Gulden des Domkapitels und 5400 Gulden der bischöflichen Hofkammer. Das aber blieb alles Theorie: In keinem Jahr seines Bestehens erhielt das Kolleg den vollen, ihm zustehenden Betrag. Hinzu kamen Gebühren aus der Übernahme geistlicher Verpflichtungen in Gemeinden. Wichtig waren deshalb die Einkünfte aus Gülten und Gütern, die dem Kolleg gehörten. Das waren hauptsächlich landwirtschaftliche Produkte. Gülten und Güter besaß das Kolleg in der Umgebung von Worms in
- Alsheim
- Asselheim
- Bobstadt
- Bürstadt
- Dirmstein
- Herrnsheim
- Hofheim
- Horchheim
- Neuhausen
- Obersülzen
- Osthofen
- Weinsheim
- Wiesoppenheim
- Worms

### Kirche
Den Jesuiten diente die Nikolauskapelle, ein Anbau am Wormser Dom, als Kirche. Über eine Hauskapelle in den Gebäuden am Seminariumsweg in der Zeit der ersten Nutzung ist nichts überliefert, der ehemalige Otterberger Hof hatte eine Kapelle, deren Patrozinium ist allerdings nicht bekannt. Die Kapelle des Kollegs in den Gebäuden am Seminariumsweg in der Zeit der zweiten Nutzung wurde am 31. Oktober 1676 durch den Mainzer Weihbischof Adolph Gottfried Volusius (1617–1679) dem Heiligen Josef geweiht. Die Kapelle ging bei der großen Stadtzerstörung 1689 unter. Nach dem Wiederaufbau des Kollegs erhielt dieses 1713 einen Anbau mit einer neuen Kapelle. Diese war dem Heiligen Xaver geweiht, besaß eine Glocke und einen Zugang zur Straße. Weitere Details sind nicht bekannt.

### Schule
1609 übernahmen die Jesuiten die bereits bestehende Domschule, die zuvor vom Domkapitel betrieben worden war. Räumlich war die Jesuitenschule zunächst weiter im südlichen Kreuzgangflügel des Doms untergebracht. Ein Neubau konnte schon kurz darauf in Betrieb gehen, vielleicht schon 1612. Der entstand gegenüber dem Konventsgebäude auf der anderen Seite der Straße Luginsland und grenzte rückwärtig in einer Breite von zwei Mauerbögen an die innere Stadtmauer. Die Schule begann mit den drei unteren Lateinklassen, die folgende konnte dann schon 1613 angeboten werden. Ihre Arbeit wird als sehr erfolgreich bewertet. Die Schülerzahlen waren allerdings niedrig, denn nur etwa 20 % der Bevölkerung von Worms waren römisch-katholisch und die finanzielle Ausstattung der Einrichtung war dürftig. So wurden die beiden unteren Klassen gemeinsam unterrichtet. Während der schwedischen Besetzung 1632 bis 1634 ruhte der Schulbetrieb. Anschließend dauerte es bis 1642, bevor wieder in vier Klassen unterrichtet wurde. 1660 sind immerhin 60 Schüler bezeugt, unterrichtet von zwei Lehrern. 1665 kam ein dritter Lehrer hinzu und die fünfte Klasse wurde eingerichtet. Die Schülerzahl ging aber in den folgenden Jahren wieder zurück. Nach der Stadtzerstörung 1689 war der Schulbetrieb bis 1703 unterbrochen.
Der Neuanfang 1703 war mit sieben oder acht Schülern bescheiden. Das Schulgebäude war noch Ruine und der Unterricht fand in der Kurie des Dekans des Andreasstifts, später in der Trivialschule (Grundschule) statt. 1707 war an alter Stelle das Schulgebäude neu errichtet. Jetzt kam auch die Bezeichnung „Jesuitengymnasium“ auf. Seit 1720 wurden wieder die fünf unteren Klassen angeboten, die Schülerzahlen stiegen und es unterrichteten drei Lehrer. In der zweiten Hälfte des 18. Jahrhunderts war der Lehrbetrieb aber wieder auf drei Klassen reduziert. Insgesamt blieb das Wormser Jesuitengymnasium eine der kleineren dieser Einrichtungen.
Nach der Auflösung des Kollegs 1773 richtete der Fürstbischof ein Schulseminar ein, das die pädagogische Arbeit der Jesuiten übernahm. Maßgeblich daran beteiligt war Weihbischof Franz Xaver Anton von Scheben. Das Domkapitel sah in der Entwicklung eine Chance, sich aus der Finanzierung der Schule zurückzuziehen, wurde aber seitens des Bischofs gezwungen, weiter zu zahlen. Das Kolleggebäude diente nun als Wohnung für die Lehrer. Die Schule wurde bis 1802 in dieser Form weiterbetrieben, fusionierte 1803 mit der lutherischen, städtischen Ratsschule. Worms gehörte damals zu Frankreich. Das alte Schulgebäude der Jesuiten wurde in der Folge abgerissen. 1804 wurde die Schule in eine französische Sekundarschule (Collège) umgewandelt.

### Theateraufführungen

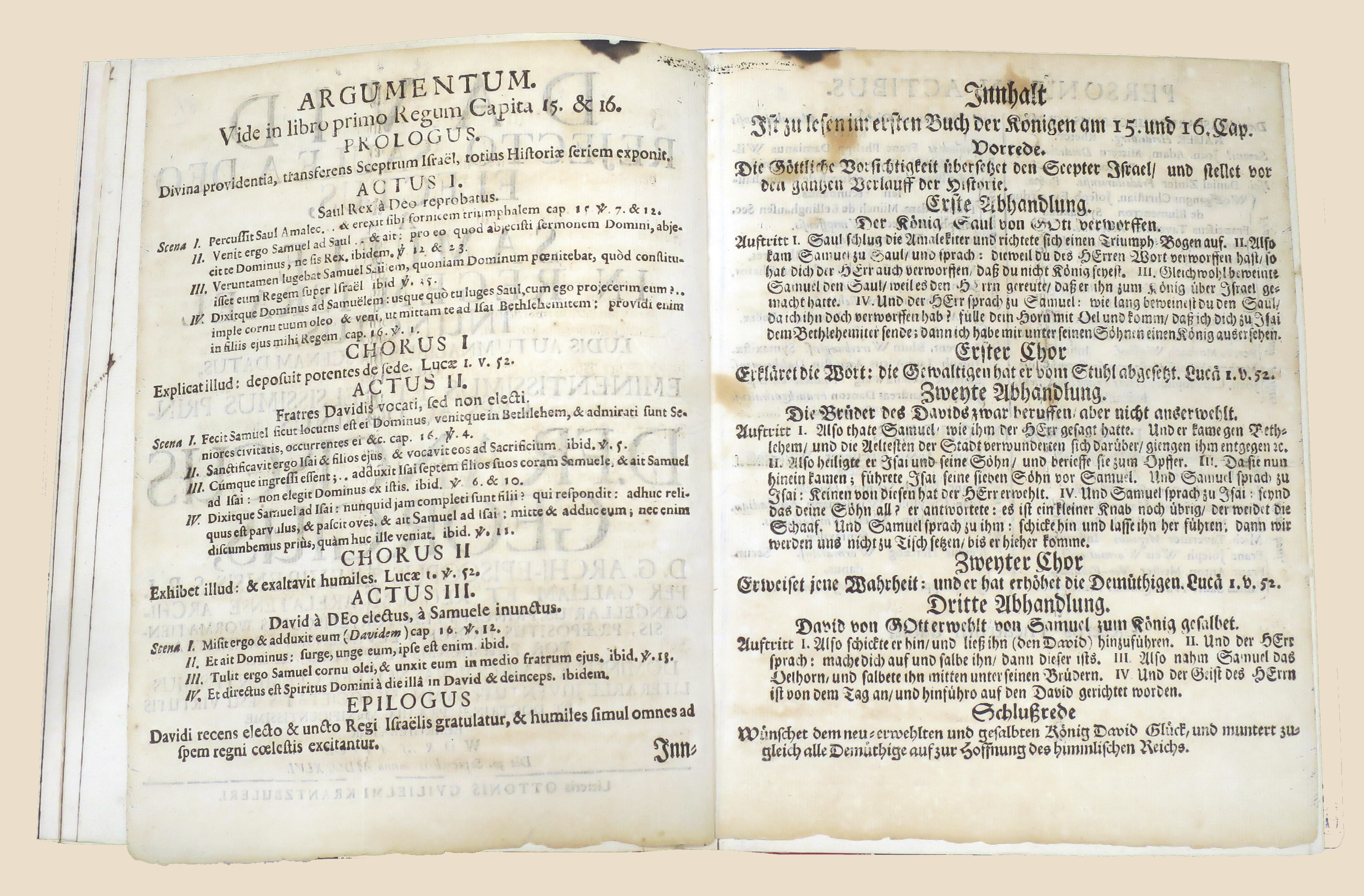
Innenblätter des Programmhefts: lateinischsprachige Inhaltsangabe links, deutschsprachige rechts

Theaterstücke waren ein wichtiges Element in der jesuitischen Pädagogik. Die Stücke wurden in lateinischer Sprache im Kreuzgang des Domes öffentlich aufgeführt. Damit diese auch Breitenwirkung und bei denen entfalteten, die sie auf Lateinisch nicht verstanden, gab es gedruckte „Programmhefte“ (Periochae), die die Handlung in Deutsch zusammenfassten. Die Aufführungen waren ein hochrangiges kulturelles Event in der Stadt. 1668 saß sogar der reformierte Kurfürst Karl I. Ludwig von der Pfalz im Publikum.

### Seelsorge
Von Worms aus versorgten die Jesuiten eine Reihe von Gemeinden in der Stadt, vor allem aber im Umland mit römisch-katholischer Seelsorge, Gottesdiensten und Sakramenten. Hier war die entsprechende Personaldecke nach der Reformation sehr dünn geworden.